# 牟田武生
牟田 武生（むた たけお、1947年5月26日 - ）は、NPO法人教育研究所の理事長を務める、教育コンサルタント。宮崎県生まれ。

## 人物
24歳の時に民間の教育施設、教育研究所を開設。それ以来、主にひきこもりタイプの不登校の子ども達と関わる。1984年4月に昼間の不登校の本格的な教育施設「教育研究所」を開設、翌年、ひきこもりの子ども達との家庭訪問事業をはじめる。その後、「適応指導学級」（文部省が予算化し教育委員会が開設）のモデル教室の1つになる。不登校の臨床数は1万ケースを超える。より広く多くの方々への援助活動を展開していくために、平成16年度より特定非営利活動法人（NPO）となる。
不登校・引きこもりに関する実践・臨床研究を30年以上続ける。不登校・引きこもりの子どもや親のカウンセリングから、学校復帰のための学習支援や進学・進路のケースワーク、医療機関や福祉施設のかかわりが必要な子どもの専門機関への紹介、学校や児童相談所の職員の研修、引きこもりからオンラインゲーム依存になった子どもの支援など、国内外の幅広い領域で活躍している。
講演は全国に及び海外での講演もある。
毎年夏に、学校の教師や専門家を主な対象とした、不登校・引きこもりの研修会（会場は東京、埼玉）を実施する、問題行動研究会の代表幹事をつとめる。この研修会は、行政を含めた学校教育・福祉・医療といった、複数の分野・領域にわたる最新のテーマを取り上げ、その分野・領域の第一線で活躍する研究者を講師に迎えている。毎年、全国の教師・専門家約1000人が全国から参加する。
また、文部科学省「生徒指導等関連事業審査委員会委員」として、行政と連携して、青少年問題にも取り組んでいる。
元文部省「不登校追跡調査研究員」、元横浜市「青少年自立支援協議会委員」でもある。
NHKラジオで、元「教育こども電話相談員」として、マスコミに登場したこともある。現在、NHKこどもに関するコメンテーター。一般紙や各種メディアの記者が、青少年問題の番組や紙面づくりのため、教育研究所に相談に訪れることもしばしばである。
不登校・引きこもりが長期化して、ニートになるケースに対応するため、厚生労働省の委嘱を受けて「宇奈月若者自立塾」を、富山県黒部市宇奈月温泉に開設。若者の就労支援の活動を行っている。ここで牟田は、温泉に入りながら原稿を執筆していることもある。
阪神タイガースファンでもある。

## 調査・研究内容
- 文部省委託調査「不登校に関する実態調査」平成5年度不登校生徒追跡調査報告書　共著
- 横浜市「学校基本調査」に対して詳細な追跡調査研究

横浜市教育委員会・総合相談センターと共同調査・研究。（平成16年2月～11月）中間報告平成16年2月
- 不登校の児童・生徒に対してのタイプ別による具体的指導方法の確立研究
- 岡山市教育委員会共同不登校調査、2005年3月～継続中

## 韓国での実績
韓国の不登校・引きこもり、オンラインゲーム依存の施策は、牟田理事長の理論をもとに韓国版として実施されている。韓国の精神科医など専門家との交流から、国内で「日韓不登校・引きこもり・ニート国際会議」も開催する。
著書『ひきこもり/不登校の処方箋　増補版』（オクムラ書店）は、韓国の大学の教科書としても使用された。
また、『ネット依存の恐怖』（教育出版）は韓国語に翻訳・販売されている。
2008年4月4～5日、富山県黒部市の宇奈月国際会館セレネにて、第1回、日韓･不登校、引きこもり、ニート国際会議が開催された。

## 出版物その他
- 文部省委託調査「不登校に関する実態調査」平成5年度不登校児童生徒追跡調査報告書（2001年8）共著
- 『中学卒、高校中退からの進学総ガイド』オクムラ書店（毎年調査発行）
- 『総ガイド高校新入学・転編入』オクムラ書店（毎年調査発行）
- 『ひきこもり/不登校の処方箋』オクムラ書店、2001年6月

監修者牟田武生、監督山口隆己、2003年11月、東映教育ビデオ原作
- 『子どもが不登校になったとき-心の扉を開くヒントと対応-』
- 『教師のための不登校Ｑ＆Ａ-子どもの心と向き合うために-』
- 『すぐに解決！子ども緊急事態Ｑ＆Ａ』　オクムラ書店、2002年3月、ISBN 9784900320161
- 『ひきこもり/ 不登校の処方箋-増補版』　オクムラ書店、2003年7月、ISBN 9784860530181
- 池上彰が聞く「僕達が学校に行けなかった理由」オクムラ書店　監修者牟田武生、2003年8月、ISBN 4860530144
- 『ネット依存の恐怖』教育出版、2004年2月、韓国語版は06年8智慧文学、ISBN 9784316800745
- 『ニート・ひきこもりへの対応』教育出版、2005年8月、ISBN 9784316801087
- 『オンライン・チルドレン』オクムラ書店、2007年3月、ISBN 9784860530495
- 『ジャパンクール』三松出版、2006年8月、ISBN 9784903242125

その他、著作・論文多数
- 報道機関への取材協力

朝日新聞・毎日新聞・読売新聞社・東京新聞・日本経済新聞・時事通信・神奈川新聞・教育新聞・日本教育新聞・産経新聞・北日本新聞、他各新聞、NHK・テレビ朝日・J-WAVE等放送局
- 主な番組

NHK「クローズアップ現代」オンラインゲームの恐怖（05.1放送）、NHK教育番組「親と子のテレビスクール」（05,6）、NHK福祉ネッ トワーク」シリーズ「ネット依存1・2」30分番組2本（05,7放送）、その他多数番組出演、「NHK総合ニュース」主な子どもの事件コメント数本

## 所在地
- NPO法人教育研究所：〒233-0013 神奈川県横浜市港南区丸山台2-26-20
- 若者自立塾宇奈月塾 ：〒938-0282 富山県黒部市宇奈月温泉5509－1